# Малое Райково
Малое Райково — деревня в Нежновском сельском поселении Кингисеппского района Ленинградской области.

## История
Впервые упоминается в Писцовой книге Водской пятины 1500 года как сельцо Райково, на речке на Систи, близко моря в Каргальском погосте Копорского уезда.
На карте Ингерманландии А. И. Бергенгейма, составленной по шведским материалам 1676 года, она обозначена как деревня Raikova.
На шведской «Генеральной карте провинции Ингерманландии» 1704 года — также как Raikova.
Как деревня Раково она обозначена на карте Ингерманландии А. Ростовцева 1727 года.
Деревня Раково упоминается на карте Санкт-Петербургской губернии Я. Ф. Шмидта 1770 года.
На карте Санкт-Петербургской губернии Ф. Ф. Шуберта 1834 года обозначена деревня Малое Райково на реке Систе.

МАЛОЕ РАЙКОВО — деревня принадлежит супруге чиновника 4 класса Малашевича, число жителей по ревизии: 27 м. п., 21 ж. п. (1838 год)

В пояснительном тексте к этнографической карте Санкт-Петербургской губернии П. И. Кёппена 1849 года она записана как деревня Pien Raikowa (Малое Райково) и указано количество её жителей на 1848 год: ижоры — 24 м. п., 21 ж. п., всего 45 человек, которые относились к православному Копорскому Преображенскому приходу.
Деревня Малое Райково упомянута на карте профессора С. С. Куторги 1852 года.

РАЙКОВО МАЛОЕ — деревня вдовы чиновника 4-го класса Малашевичевой, 10 вёрст по почтовой, а остальное по просёлкам, число дворов — 9, число душ — 19 м. п. (1856 год)

МАЛОЕ РАЙКОВО — деревня, число жителей по X-ой ревизии 1857 года: 24 м. п., 25 ж. п., всего 49 чел.

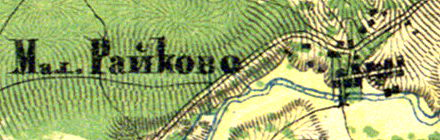
Деревня Малое Райково на карте 1860 года

МАЛОЕ РАЙКОВО — деревня владельческая при реке Систе, число дворов — 9, число жителей: 26 м. п., 28 ж. п. (1862 год)

В 1869 году временнообязанные крестьяне деревни выкупили свои земельные наделы у Е. Г. Милашевич и стали собственниками земли.

МАЛОЕ РАЙКОВО — деревня, по земской переписи 1882 года: семей — 11, в них 26 м. п., 30 ж. п., всего 56 чел.

МАЛОЕ РАЙКОВО — деревня, число хозяйств по земской переписи 1899 года — 12, число жителей: 33 м. п., 33 ж. п., всего 66 чел.;
 разряд крестьян: бывшие владельческие; народность: финская

В конце XIX — начале XX века деревня административно относилась к Стремленской волости 2-го стана Ямбургского уезда Санкт-Петербургской губернии. Население деревни было исключительно ижорским.
С 1917 по 1927 год деревеня Малое Райково входила в состав Райковского сельсовета Котельской волости Кингисеппского уезда.
Согласно данным переписи населения СССР 1926 года в деревне Райково Малое проживал 91 человек, большинство русские, а также ижоры.
С 1927 года в составе Котельского района.
С 1931 года в составе Кингисеппского района.
По данным 1933 года деревня Малое Райково входила в состав Райковского сельсовета Кингисеппского района.

План деревни Райково. 1938 год

Согласно топографической карте 1938 года деревня насчитывала 21 двор, в деревне находился сельсовет.
C 1 августа 1941 года по 31 января 1944 года деревня находилась в оккупации.
С 1954 года в составе Павловского сельсовета.
С 1958 года в составе Нежновского сельсовета.
По данным 1966, 1973 и 1990 годов деревня Малое Райково также входила в состав Нежновского сельсовета.
В 1997 году в деревне Малое Райково проживали 4 человека, в 2002 году — 5 человек (все русские), в 2007 году — также 5.

## География
Деревня расположена в северо-восточной части района на автодороге 41К-598 (Малое Райково — Копаницы).
Расстояние до административного центра поселения — 6 км.
Расстояние до ближайшей железнодорожной станции Котлы — 18,5 км.
Деревня находится на левом берегу реки Систа.

## Демография
| 1838 | 1848 | 1857 | 1862 | 1882 | 1899 | 1997 |
| ---- | ---- | ---- | ---- | ---- | ---- | ---- |
| 48   | ↘45  | ↗49  | ↗54  | ↗56  | ↗66  | ↘4   |
| 2007 | 2010 | 2017 |      |      |      |      |
| ↗5   | ↘4   | ↘3   |      |      |      |      |

### Национальный состав
Согласно данным Всероссийской переписи населения 2021 года в деревне проживали 19 человек, из них:
 русские — 17, крымские татары — 2 человека.